# Bells (album)
Bells – album nagrany przez kwintet w składzie Albert Ayler, Donald Ayler, Charles Tyler, Lewis Warrell i Sunny Murray. Został nagrany na koncercie w Town Hall 1 maja 1965 r. i wydany przez firmę ESP-Disk w tym samym roku.

## Muzyka
Album Bells był początkiem nowego etapu w twórczości Aylera. Nawiązał on do orkiestr marszowych oraz do jazzu nowoorleańskiego czasów Louisa Armstronga.
Bells są o tyle ciekawą płytą, że jest to pierwszy przykład tego stylu, który Ayler nazwał "energy style". Przeciwstawił go stylowi w jakim grał John Coltrane (i czasami on sam także), który określił terminem "space bebop".
Arcydziełem "energy style" stał się następny album artysty – Spirits Rejoice.

## Muzycy
Kwintet
- Albert Ayler – saksofon tenorowy
- Donald Ayler – trąbka
- Charles Tyler – saksofon altowy
- Lewis Worrell – kontrabas
- Sunny Murray[2] – perkusja

## Utwory
1. Bells [19:56]

## Opis płyty

### Płyta analogowa (oryginał)
- Miejsce nagrania – Town Hall, Nowy Jork.
- Data nagrania – 1 maja 1965
- Pomysł okładki – Jordan Matthews
- Projekt okładki – David Michalowski
- Kompozycje – Albert Ayler
- Długość – 19:56
- Numer katalogowy – ESP 1010

### Inne wydania
- ESP 1010 (USA)[3]
- BT5004 (Japonia)
- Base Records ESPS 1010 (Włochy)
- Calibre ESPCD 1010 (Holandia)
- ESP ESPCD 1010 (USA)
- oraz w zestawie pudełkowym The Complete ESP-Disk Recordings Abraxas ESP1 (Włochy)

Bells został także wydany jako CD w parze z Prophecy
- ESP/ZYX 1010-2 (Niemcy)
- Get Back GET 1003CD (Włochy).

Także jako podwójny album winylowy:
- Get Back GET 1003 (Włochy)
- ESP ESP 4006 (USA) (2005 r.)

Włosi również wydali Bells w ograniczonym nakładzie w jego oryginalnej formie na jednostronnym, przezroczystym winylu
- Get Beck GET 1003LTD.